# Michaela Fenske
Michaela Katharina Fenske (* 6. Mai 1966) ist eine deutsche Europäische Ethnologin und Hochschullehrerin. Seit Oktober 2017 ist sie Lehrstuhlinhaberin für Europäische Ethnologie/Volkskunde an der Julius-Maximilians-Universität Würzburg.

## Leben
Michaela Fenske, aufgewachsen in der Nähe von Oldenburg in Niedersachsen, studierte 1985 bis 1990 Kulturanthropologie/Europäische Ethnologie (ehemals Volkskunde), Empirische Kulturwissenschaft, Mittlere und Neuere Geschichte sowie Wirtschafts- und Sozialgeschichte an den Universitäten Göttingen und Tübingen. 1990 bis 1997 war sie Mitarbeiterin im Frauenbüro der Universität Göttingen und zeitweilig Geschäftsführerin der Landeskonferenz Niedersächsischer Frauenbeauftragter. 1997 schloss sie ihr Studium in Göttingen mit der Magisterarbeit Dorf in Unruhe. Ein Fall im 18. Jahrhundert und dem Magister artium ab. 1998 bis 2003 war sie als Wissenschaftliche Mitarbeiterin am Institut für Kulturanthropologie/Europäische Ethnologie der Universität Göttingen beschäftigt. Nach der Promotion 2004 mit einer mit dem Dissertationspreis der Universität Göttingen ausgezeichneten Arbeit war sie bis 2006 zeitweise als Lehrbeauftragte an den Universitäten Hamburg, Zürich und Göttingen sowie 2005 bis 2006 als Forschungsreferentin in Göttingen tätig. Von 2006 bis 2008 war sie Wissenschaftliche Mitarbeiterin im DFG-geförderten Forscherverbund „Volkskundliches Wissen und gesellschaftlicher Wissenstransfer“ sowie 2009 bis 2011 im MWK-geförderten Forschungsprojekt „Niedersachsen von unten. Politische Alltagskultur in Niedersachsen (1946–1976)“. Von 2011 bis 2013 hatte sie eine Vertretungsprofessur am Institut für Kulturanthropologie/Europäische Ethnologie der Universität Göttingen inne und habilitierte sich 2012 in Göttingen. Von 2014 bis 2017 war sie als Heisenberg-Stipendiatin der DFG am Institut für Europäische Ethnologie der Humboldt-Universität Berlin tätig. Seit Oktober 2017 ist sie Lehrstuhlinhaberin für Europäische Ethnologie/Volkskunde an der Julius-Maximilians-Universität Würzburg an.
Von 2009 bis 2013 war Fenske Erste Vorsitzende der Volkskundlichen Kommission für Niedersachsen und 2008 Mitbegründerin der Working Group Historical Approaches in Cultural Analysis der Société Internationale d’Ethnologie et de Folklore (SIEF). Sie ist Mitglied des Kuratoriums für vergleichende Städtegeschichte sowie der Arbeitsgruppe „Biodiversität in der Agrarlandschaft“ der Nationalen Akademie der Wissenschaften Leopoldina. Von 2019 bis 2021 war sie Mitherausgeberin der Zeitschrift für Empirische Kulturwissenschaft (ehemals Zeitschrift für Volkskunde); seit 2023 ist sie Mitherausgeberin der Zeitschrift Historische Anthropologie.
Fenskes Arbeitsgebiete sind vor allem Historische Anthropologie, Environmental Humanities (insbesondere Multispecies Studies), Anthropology Beyond the Human/Multispecies Ethnography, Anthropologie des Politischen, Anthropologie des Schreibens, Narrative Kultur, Populärkulturforschung, Raumforschung (u. a. Anthropologie des Ländlichen) und Wirtschaftsanthropologie.
An der Universität Würzburg ist Michaela Fenske seit 2003 Mitglied des Erweiterten Vorstands des WueLAB (Nachhaltigkeitslabor), seit 2021 Vizedekanin der Philosophischen Fakultät und seit 2020 Mitglied der Senatskommission zur Untersuchung Wissenschaftlichen Fehlverhaltens. Außerdem ist sie seit 2019 Mitglied des Promotionsprüfungsausschusses der Universität Wien, Österreich, sowie der Universität Bremen und der Georg-August-Universität Göttingen.

## Akademische Errungenschaften
- 2014–2017 Heisenbergstipendium der Deutschen Forschungsgemeinschaft[8]
- 2004 Preis für die beste Dissertation der Georg-August-Universität Göttingen

## Engagement in der Forschung
- Seit 2023 Mitherausgeberin der Zeitschrift Historische Anthropologie
- Beirat der Schriftenreihe Studien zur materiellen Kultur[9]

## Sonstige Tätigkeiten und Mitgliedschaften
- 2019–2020 Mitglied der Arbeitsgruppe Biodiversität, Deutsche Akademie der Naturforscher; Mitherausgeberin der Zeitschrift für Volkskunde
- Mitglied des Kuratoriums für vergleichende Städtegeschichte (IStG)[10]
- Mitglied der Ständigen Kommission zur Untersuchung wissenschaftlichen Fehlverhaltens an der Julius-Maximilians-Universität Würzburg[11]
- Mitglied im Deutschen Hochschulverband
- Mitglied der Deutschen Gesellschaft für Empirische Kulturwissenschaft
- Mitglied im Verband der Historiker und Historikerinnen Deutschlands
- Mitglied des Société internationale d’Ethnologie et Folklore
- Mitglied der European Association of Social Anthropologists

## Publikationen (Auswahl)
- Ein Dorf in Unruhe. Waake im 18. Jahrhundert (= Hannoversche Schriften zur Regional- und Lokalgeschichte. Band 13). Verlag für Regionalgeschichte, Bielefeld 1999, ISBN 3-89534-246-7. Zugleich Magisterarbeit 1997.
- als Hrsg.: Geschlecht und Ökonomie. Beiträge der 10. Arbeitstagung der Kommission für Frauen- und Geschlechterforschung der Deutschen Gesellschaft für Volkskunde Göttingen 2004 (= Schriftenreihe der Volkskundlichen Kommission für Niedersachsen e.V. Band 20). Schmerse, Göttingen 2005, ISBN 978-3-926920-38-6.
- Marktkultur in der Frühen Neuzeit. Wirtschaft, Macht und Unterhaltung auf einem städtischen Jahr- und Viehmarkt. Böhlau, Köln/Wien/Weimar 2006, ISBN 978-3-412-24905-2.
- als Hrsg.: Alltag als Politik – Politik im Alltag: Dimensionen des Politischen in Vergangenheit und Gegenwart. Ein Lesebuch für Carola Lipp. Lit-Verlag, Berlin/Münster 2010, ISBN 978-3-643-10836-4.
- Demokratie erschreiben. Bürgerbriefe und Petitionen als Medien der politischen Kultur 1950–1974. Campus, Frankfurt am Main 2013, ISBN 978-3-593-39572-2. (Zugleich: Habilitationsschrift, Universität Göttingen, 2012).
- als Hrsg. mit Regina Bendix: Politische Mahlzeiten (= Wissenschaftsforum Kulinaristik. Band 5). Lit-Verlag, Berlin/Münster 2014, ISBN 978-3-643-12688-7.
- als Hrsg. mit Dorothee Hemme: Ländlichkeiten in Niedersachsen. Kulturanthropologische Perspektiven auf die Zeit nach 1945 (= Göttinger kulturwissenschaftliche Studien. Band 11). Schmerse, Göttingen 2015, ISBN 978-3-926920-52-2.
- mit M. Norkunas: Experiencing the More-than-human World. In: Narrative Culture. 4, 2018. doi:10.13110/narrcult.4.2.0105.
- als Hrsg. mit Guido Fackler und Franziska Gleichauf: Aus der Wabe in die Welt: Biene macht Kultur (= Katalog der gleichnamigen Ausstellung im Lab 13 auf der Landesgartenschau Würzburg 2018 / Schriften und Materialien der Würzburger Museologie. Heft 6). Julius-Maximilians-Universität Würzburg, Würzburg 2018, ISSN 2197-4667 (PDF).
- als Hrsg. mit Susanne Dinkl: Würzburger Studien zur Europäischen Ethnologie. Würzburg seit 2018, ISSN 2511-9486 (Online).
- als Hrsg.: Alltag – Kultur – Wissenschaft. Beiträge zur Europäischen Ethnologie. (Begründet und bis 2018 herausgegeben von Burkhart Lauterbach, weitergeführt von Michaela Fenske). Königshausen & Neumann, Würzburg seit 2019, ISBN 978-3-8260-6949-9 (2019), ISBN 978-3-8260-7168-3 (2020), ISBN 978-3-8260-7443-1 (2021), ISBN 978-3-8260-7716-6 (2022).
- Managing the Return of the Wild: Human Encounters with Wolves in Europe. Taylor & Francis Group, Routledge 2020, ISBN 978-0-367-49873-3.
- mit S. Elpers: Multispecies in the Museum. In: Ethnologia Europaea. Band 49, 2020, Nr. 2. doi:10.16995/ee.1886.
- als Hrsg. mit Arnika Peselmann und Daniel Best: Ländliches vielfach! Leben und Wirtschaften in erweiterten sozialen Entitäten. Königshausen & Neumann, Würzburg 2021, ISBN 978-3-8260-7360-1.